# Buty (film)
Buty – polski czarno-biały film wojenny z 1965 roku, w reżyserii Ewy i Czesława Petelskich. Film jest czwartą częścią cyklu pt. Dzień ostatni, dzień pierwszy.

## Opis fabuły
Akcja dzieje się w jednym ze szpitali na froncie. Sanitariuszka znajduje w zimie ciepłe, skórzane buty – są one własnością ciężko rannego radzieckiego żołnierza. Buty te stają się przyczyną jej wewnętrznej wojny sumienia z rozumem – nie wie, czy może przywłaszczyć sobie coś, co należy do umierającego człowieka.

## Obsada aktorska
- Adam Perzyk (ranny w szpitalu)
- Zofia Merle (Jadźka)
- Andrzej Krasicki (chirurg Kopa)
- Joanna Sobieska (sanitariuszka)
- Mariusz Dmochowski (doktor Urbanek)
- Witold Dębicki (wartownik)
- Stanisław Niwiński (sowiecki lotnik)
- Juliusz Lubicz-Lisowski (ranny w szpitalu)
- Wojciech Pokora (ranny w szpitalu)
- Elżbieta Karkoszka (sanitariuszka Lidka)
- Stanisław Niwiński (Sowiecki lotnik)